# Petter Vaagan Moen
Petter Vaagan Moen (* 5. Februar 1984 in Hamar) ist ein ehemaliger norwegischer Fußballspieler. Zwischen 2005 und 2006 war er Kapitän der norwegischen U-21 Nationalmannschaft.

## Karriere

### Verein
Moen begann seine Karriere in der Jugend seines Heimatvereins Ham-Kam, wo er zu einem der größten norwegischen Talente seiner Generation heranreifte. 2001 debütierte er im Alter von siebzehn Jahren in der Profimannschaft vom Ham-Kam, im Verlauf der Spielzeit 2002 erkämpfte er sich bereits einen Stammplatz. 2003 feierte er daraufhin bereits als Schlüsselspieler den Meistertitel in der Adeccoligaen und den damit verbundenen Aufstieg in die Erstklassigkeit.
Zu diesem Zeitpunkt war er bereits eines der begehrtesten Talente des Landes, blieb jedoch vorerst überraschend seinem Stammverein treu. In der Folgesaison avancierte die Mannschaft, angeführt durch die Altstars Jan Michaelsen und Geir Frigård zur Überraschung der Spielzeit und verpasste mit Tabellenplatz fünf nur knapp die Qualifikation für einen internationalen Bewerb. In der Folgesaison konnte die Mannschaft das Hohe Level nicht mehr halten und geriet in den erwarteten Abstiegskampf, wobei Moen mit starken Leistungen die Routiniers in den Schatten stellte und sich erstmals auf höchster Spielebene etablierte.
2006 wechselte er daraufhin für die vereinsinterne Rekordablösesumme von 10 Mio. Norwegische Kronen zu Großklub Brann Bergen, welcher rund um den norwegischen Nationalmannschaftskapitän Martin Andresen unter großem finanziellen Aufwand eine mit Stars gespickte Mannschaft zusammenstellte, um die Vorherrschaft von Serienmeister Rosenborg Trondheim zu beenden.
In Folge etablierte er sich auf Anhieb als Stammspieler auf der linken Außenbahn und feierte in seiner Debütsaison den Vizemeistertitel in der Adeccoligaen. Im Folgejahr bildete er gemeinsam mit Erik Huseklepp eine überragende Flügelzange, die mit ihren Vorlagen großen Anteil am Torschützentitel von Stürmerstar Thorstein Helstad und dem ersten Brann-Meistertitel seit 1963 hatte. Mit fünf Toren avancierte er außerdem hinter Helstad und Kapitän Andresen zum drittbesten Torschützen der Mannschaft.
In den folgenden zwei Spielzeiten verlor die Mannschaft durch die Abgänge von Andresen zu Vålerenga Oslo und Helstad zu UC Le Mans zwei Schlüsselspieler, die man nicht ersetzen konnte. In Folge vergrößerte sich die Erwartungshaltung auf Moen, von dem man sich eine weitere Leistungssteigerung erhoffte. Moen spielte zwar konstant solide weiter und war niemals in Gefahr seinen Stammplatz zu verlieren, stagnierte jedoch insgesamt in seiner Entwicklung und geriet gemessen an der großen Erwartungshaltung in die Kritik.
Erst 2010 folgte daraufhin überraschend eine Leistungsexplosion. Brann geriet zwar erstmals seit Jahren in den Abstiegskampf, Moen entwickelte sich jedoch zur spielbestimmenden Persönlichkeit auf dem Platz, bereitete fünf Tore vor und schoss 14 selbst. Am Ende der Saison wurde er erstmals mit einer Nominierung für den Kniksenprisen als bester Mittelfeldspieler der Saison belohnt.
Bereits während der Saison gab Moen bekannt, den Verein zu Gunsten eines Auslandstransfers zu verlassen. Nach seinen starken Leistungen im Verein zeichnete sich daraufhin ein Wechsel nach England ab. In Folge kam es zu Verhandlungen mit dem Premier-League-Verein Newcastle United und den Queens Park Rangers, wobei sich Moen für den damaligen führenden der Football League Championship entschied. Am 10. November 2010 wurde der Wechsel daraufhin offiziell bekannt gegeben. Moen wechselte ablösefrei und unterschrieb einen Vertrag über dreieinhalb Jahre Laufzeit. Bei den Rangers wurde er von Trainer Neil Warnock als offensive Entlastung für die Mittelfeldstars Alejandro Faurlín und Adel Taarabt eingeplant.
Am 29. Februar 2012 gab der norwegische Verein Lillestrøm SK bekannt, dass er einen Dreijahresvertrag mit Moen unterzeichnet hatte. Dort konnte er in seiner Vertragslaufzeit insgesamt 77 Tore erzielen.
Am 27. Januar 2015 unterzeichnete Moen einen Dreijahresvertrag bei Strømsgodset Toppfotball für einen kostenlosen Transfer.
Zur Saison 2017/18 kehrte Moen zu Ham-Kam zurück, wo er bis zu seinem Karriereende im Januar 2020 unter Vertrag stand.

## Nationalmannschaft
Bereits als Jugendspieler entdeckt, kam Moen in allen Jugendauswahlen seines Landes zum Einsatz.
2003 nahm er mit der U-19 Nationalmannschaft an der Fußball-Europameisterschaft in Liechtenstein teil. Norwegen schied als Gruppendritter hinter Portugal und Italien bereits in der Vorrunde aus. Moen kam in allen drei Endrundenspielen zum Einsatz.
2004 debütierte er in der norwegischen U-21 Nationalmannschaft, die er ab 2005 als Kapitän aufs Feld führte.
Am 26. Januar 2006 debütierte er daraufhin unter Trainer Åge Hareide im Rahmen einer Länderspielreise in Nordamerika bei der 2:1-Niederlage im Freundschaftsspiel gegen Mexiko in der A-Nationalmannschaft. Bis zum Ende des Jahres 2007 zählte er daraufhin zum erweiterten Kreis der Nationalmannschaft und kam auf drei weitere Einsätze, ehe er zwischen 2008 und 2009 aufgrund durchschnittlicher Leistungen im Verein nicht mehr einberufen wurde.
Am 17. November 2010 feierte er nach knapp zweijähriger Abstinenz beim 1:2-Auswärtssieg im Freundschaftsspiel gegen Irland unter Trainer Egil Olsen sein Comeback auf internationaler Ebene.

## Erfolge

### Verein
- Meister Tippeligaen: 2007
- Meister: Adeccoligaen: 2003
- Vizemeister Tippeligaen: 2006

### Auszeichnungen
- Brann-Bergen-Spieler des Jahres: 2010[15]

## Privates
Petter Vaagan Moen ist mit der Handballspielerin Anne Kjersti Suvdal liiert. Das Paar hat eine gemeinsame Tochter.